# Yekaterina Kossova
Yekaterina Kossova (en ruso: Екатерина Коссова; 4 de octubre de 2004) es una deportista rusa que compite en natación sincronizada. Ganó dos medallas de plata en el Campeonato Mundial de Natación de 2025, en las pruebas equipo técnico y rutina acrobática.

## Palmarés internacional
| Campeonato Mundial | Campeonato Mundial  | Campeonato Mundial | Campeonato Mundial |
| Año                | Lugar               | Medalla            | Prueba             |
| ------------------ | ------------------- | ------------------ | ------------------ |
| 2025               | Singapur (Singapur) | Medalla de plata   | Equipo técnico     |
| 2025               | Singapur (Singapur) | Medalla de plata   | Rutina acrobática  |